# 巨石镇
《巨石镇》是中国陕西作家亦夫创作的一部讲述婚姻故事的长篇小说，背景设定在一个与世隔绝的小镇。作品最初连载于《作家》杂志，2024年9月由作家出版社初版。该书曾入选探照灯好书2024年9月十大文学佳作榜。

## 情节
《巨石镇》的故事设定在一个位于中国南北方分界线上的小镇。这个小镇群山环绕，几乎与世隔绝。小说主要书写了三对夫妻的婚姻故事。
第一对是王民和骆小丹。一次偶然的微信消息，让骆小丹误会王民与同事有染。两人在冲突中回忆往事，从热恋到冷漠，彼此的疏离难以打破。
第二对是骆保堂与吕淑贞。骆保堂忙于镇上的生意，吕淑贞则是家庭主妇。一次骆保堂深夜未归，吕淑贞偶然发现了他藏匿的私房钱，虽未引发争吵，却揭露了二人“美满”婚姻之下貌合神离的本质。
第三对夫妻是选择“丁克”的钱永旺和魏芸，他们口称追求自由，但实则是因为不孕。宠物狗豆豆是他们唯一的情感寄托。后来豆豆意外走失，在寻找它时，魏芸意外发现钱永旺多年前的医疗记录，不孕的真相由此暴露。
小说还穿插描写了小镇其他居民：因酗酒家暴导致妻离子散的屠户老李，婚姻失败后沉迷宗教的老师张梅，与寡妇刘芬关系暧昧的杂货店老板周大强等。

## 风格
小说采用了魔幻现实主义手法，巨石镇不仅是地理上的封闭，也是婚姻围城的隐喻。这个迷雾般的小镇，时有神秘现象发生——如突然出现的无名石碑、居民集体梦魇等——放大了现实矛盾，赋予故事寓言的质感。
书中运用了多线叙事的手法。三对夫妻的故事本来是独立的，但又通过小镇节日、暴雨事件等串联起来。山体滑坡使小镇与外界隔绝，使所有角色的内心隐秘得以暴露。这种写法提升了戏剧张力，也喻示婚姻困境的普遍性。
凝练的白描与诗化意象是作者常用的笔法。比如以“窗外的老槐树在风中摇晃，投下的影子像一把裂开的锁”作为夫妻争吵的环境背景；以“夜雾漫过石板街，脚步声回荡如空谷”渲染人物的孤独。这种语言既将现代主义的冷峻注入到乡土叙事中。